# Euploea sexguttata
Euploea sexguttata är en fjärilsart som beskrevs av Hans Fruhstorfer 1899. Euploea sexguttata ingår i släktet Euploea och familjen praktfjärilar. Inga underarter finns listade i Catalogue of Life.